# Modlitewnik Olbrachta Gasztołda
Modlitewnik Olbrachta Gasztołda – modlitewnik w języku polskim zapisany w 1528 dla Olbrachta Gasztołda.

## Historia
Modlitewnik został ozdobiony 16 miniaturami i wieloma bordiurami przez Stanisława Samostrzelnika. Początkowo uchodził za własność króla Zygmunta Starego. Dzieło znajduje się w Bawarskim Muzeum Narodowym w Monachium.
Zbiór składa się z dwóch części. Pierwsza część zatytułowana Szczyt duszny jest przekładem łacińskiego modlitewnika Clypeus spiritualis. W części tej znajdują się modlitwy do Boga Ojca, Trójcy Świętej, świętych oraz modlitwy na inne okazje. Część druga zatytułowana Godziny o Pannie Maryjej jest prawdopodobnie przekładem łacińskiego oficjum brewiarzowego Horae beatae Mariae Virginis. Wśród modlitw umieszczone są liczne pieśni maryjne oraz modlitwy i pieśni do świętych. Niektóre prozatorskie i wierszowane teksty występujące w drugiej części znalazły się też w pierwszych wydaniach dzieła Raj duszny Biernata z Lublina.